# Römisch-katholische Kirche in Schottland

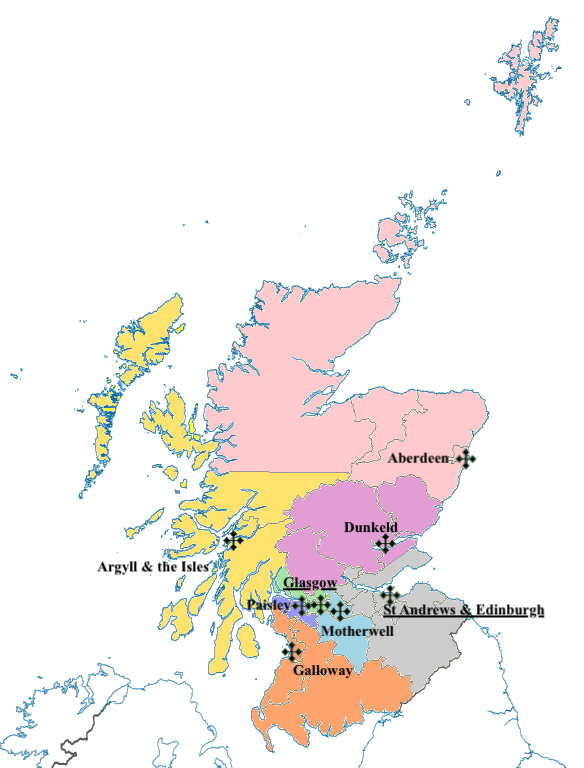
Karte der römisch-katholischen Diözesen in Schottland

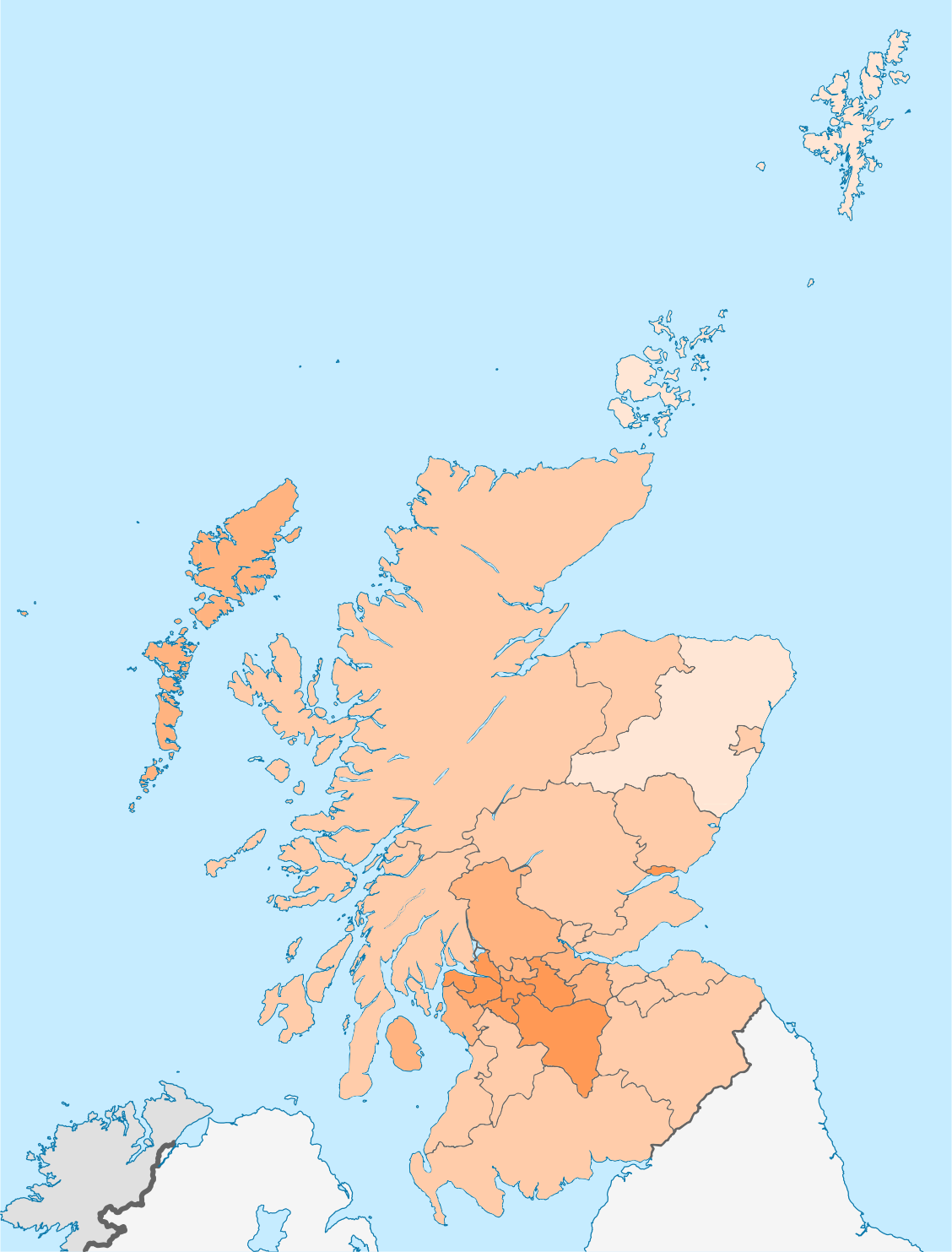
Anteil der Angehörigen der Römisch-Katholischen Kirche nach der Volkszählung 2011:
18 % oder mehr
12–18 %
6–12 %
unter 6 %

Zur römisch-katholischen Kirche in Schottland bekennen sich etwa 15,9 % (Census 2011) der schottischen Bevölkerung, nur die Church of Scotland ist mitgliederstärker. Eine katholische „Hochburg“ in Schottland ist die Stadt Glasgow. Bei der Volkszählung 2001 gaben 29 % der Einwohner von Glasgow an, katholisch zu sein.

## Geschichte
Die Kirche etablierte sich ab dem 4. Jahrhundert in Schottland. 1320 wurde die Deklaration von Arbroth an Papst Johannes XXII. geschrieben. Diese war ein Brief, der den Papst um die Anerkennung der Unabhängigkeit Schottlands bat. Diese Erklärung wurde in der namensgebenden Arbroath Abbey von den Baronen Schottlands unterschrieben. Bis zur schottischen Reformation blieb sie ein wichtiger Bestandteil in der Gesellschaft. Danach verlor sie an Bedeutung, bis am Ende des 19. Jahrhunderts eine erneute diözesane Gliederung erfolgte und die Kirche wieder organisiert war. Nach dem Ende des Zweiten Weltkrieges kamen unter anderem viele polnische Arbeiter nach Edinburgh, die ihren katholischen Glauben mitbrachten. Dies ist deutlich in der katholischen Gemeinde der Stadt zu sehen.

## Bischofskonferenz
Die Schottische Bischofskonferenz (englisch: Bishops’ Conference of Scotland) ist die ständige Versammlung der römisch-katholischen Bischöfe von Schottland. Zur Erledigung aller anfallenden Arbeiten besteht sie aus einem Sekretariat und mehreren Kommissionen.

## Diözesane Gliederung
Die zwei Kirchenprovinzen gliedern sich in zwei Erzdiözesen und sechs Suffragandiözesen.
Dazu gibt es noch zwei Jurisdiktionen, die Schottland, England und Wales umfassen, das sind das Militärordinariat und
das Personalordinariat Unserer Lieben Frau von Walsingham.

### Kirchenprovinz Glasgow
| Wappen | Erzbistum/Bistum                         | Gründung | Kathedrale                                    | Kathedrale | Lage des Bistums in Schottland | Webseite                  |
| ------ | ---------------------------------------- | -------- | --------------------------------------------- | ---------- | ------------------------------ | ------------------------- |
|        | Erzbistum Glasgow Erzbischof von Glasgow | 1878     | St Andrew’s Cathedral, Glasgow                |            |                                | www.rcag.org.uk           |
|        | Bistum Motherwell Bischof von Motherwell | 1947     | Cathedral of Our Lady of Good Aid, Motherwell |            |                                | www.rcdom.org.uk          |
|        | Bistum Paisley Bischof von Paisley       | 1947     | St Mirin’s Cathedral, Paisley                 |            |                                | www.paisleydiocese.org.uk |

### Kirchenprovinz St. Andrews und Edinburgh
| Wappen | Erzbistum/Bistum                                                                 | Gründung | Kathedrale                                        | Kathedrale | Lage des Bistums in Schottland | Webseite                      |
| ------ | -------------------------------------------------------------------------------- | -------- | ------------------------------------------------- | ---------- | ------------------------------ | ----------------------------- |
|        | Erzbistum Saint Andrews und Edinburgh Erzbischof von Saint Andrews und Edinburgh | 1878     | St. Mary’s Cathedral, Edinburgh                   |            |                                | www.archdiocese-edinburgh.com |
|        | Bistum Aberdeen Bischof von Aberdeen                                             | 1878     | Cathedral of St. Mary of the Assumption, Aberdeen |            |                                | www.dioceseofaberdeen.org/    |
|        | Bistum Argyll and the Isles Bischof von Argyll and the Isles                     | 1878     | Cathedral of St Columba, Oban                     |            |                                | www.rcdai.org.uk              |
|        | Bistum Dunkeld Bischof von Dunkeld                                               | 1878     | St Andrew’s Cathedral, Dundee                     |            |                                | www.dunkelddiocese.org.uk     |
|        | Bistum Galloway Bischof von Galloway                                             | 1878     | Cathedral of St. Margaret, Ayr                    |            |                                | www.gallowaydiocese.org.uk    |

## Gerichtsbarkeit
Als Kirchengericht besteht für Schottland das Scottish Catholic Interdiocesan Tribunal (SCI Tribunal) mit Sitz in Glasgow, gegründet 1970 als Regional Tribunal of First Instance of Scotland. In zweiter Instanz ist das Birmingham Metropolitan Tribunal zuständig.

## Klostergemeinschaften
In Schottland gab es im Mittelalter hunderte von teilweise sehr mächtigen Klöstern. Alle wurden infolge der Reformation aufgelöst. Heutzutage gibt es noch folgende bestehende Klostergemeinden:
Erzbistum St. Andrews und Edinburgh
- Kloster Nunraw – Zisterzienserabtei aus dem Jahr 1946; Abtei seit 1947

Bistum Aberdeen
- Benediktinerabtei Pluscarden – Benediktinerabtei aus dem Jahr 1948; Abtei seit 1974; einziges immer noch aus dem Mittelalter stammendes Kloster was von Mönchen bewohnt wird; beherbergt derzeit 22 Mönche
- Convent of Mercy – Kloster der Dominikanischen Schwestern von St. Cecilia seit 2013

## Priesterseminare
1560 verfügte das schottische Parlament ein Verbot der katholischen Kirche in Schottland. Daher wurde zunächst ein Priesterseminar in Tournay gegründet (später nach Douai verlegt), 1600 gründete Papst Clemens VII dann das heutige Päpstliches Schottisches Kolleg in Rom. 1627 wurde in Madrid für gebürtige Schotten das Seminar, das noch heute als  Royal Scots College in Salamanca besteht, gegründet.
Das von 1961 bis 1966 in Schottland gebaute St Peter’s College wurde bereits nach zwölf Jahren wieder geschlossen, verfiel und besteht heute nur noch als Bauruine.